# Jurmunlampi
Jurmunlampi är en sjö i Finland. Den ligger i kommunen Taivalkoski i landskapet Norra Österbotten, i den centrala delen av landet, 600 km norr om huvudstaden Helsingfors. Jurmunlampi ligger 184 meter över havet. Arean är 50,2 hektar och strandlinjen är 14,84 kilometer lång. Sjön  ingår i Ijo älvs huvudavrinningsområde. 